# 貝尼蘇萊曼
36°13′37″N 3°18′21″E / 36.22703°N 3.30596°E

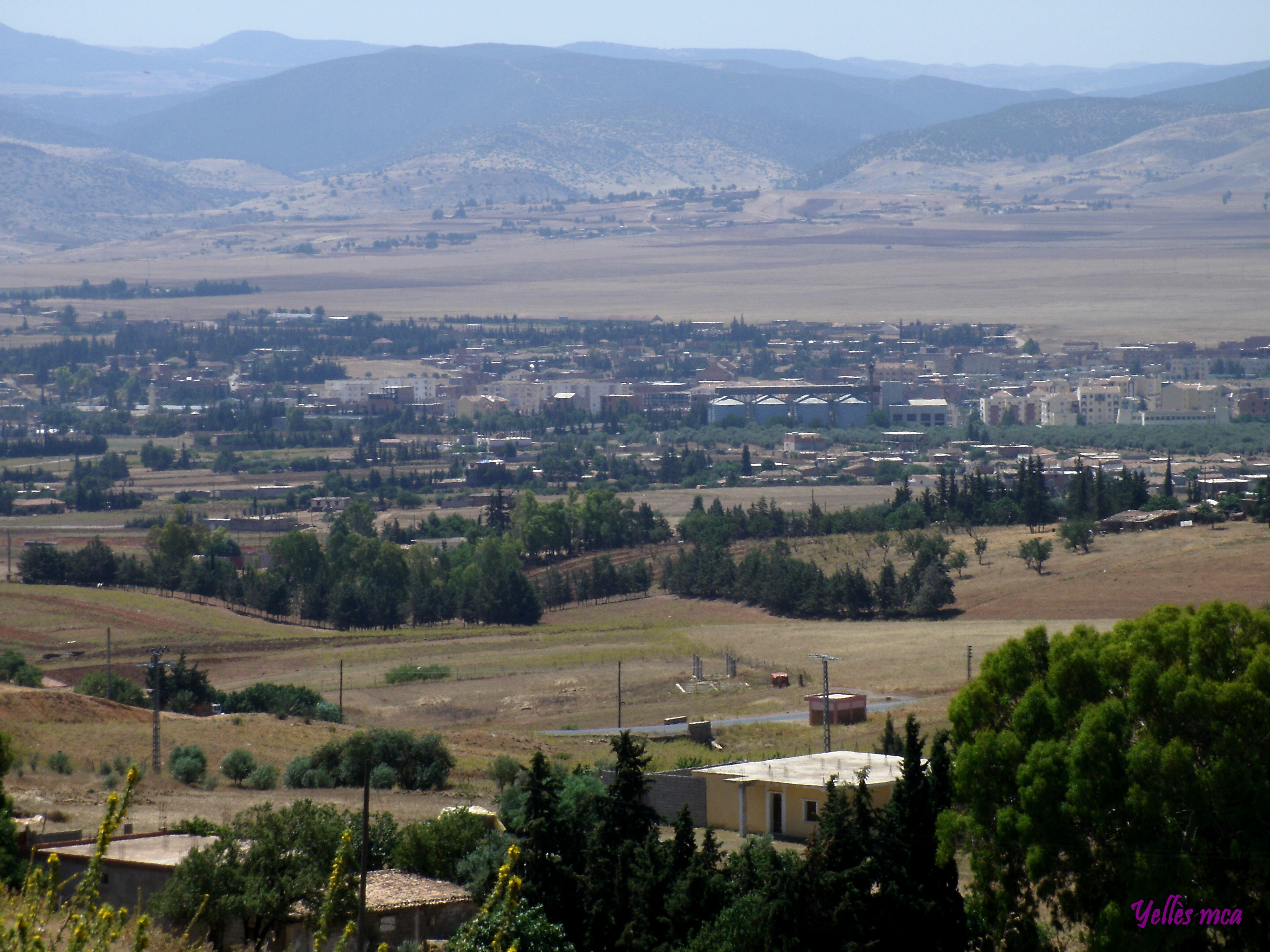

貝尼蘇萊曼（阿拉伯语：‎），是阿爾及利亞的城鎮，位於該國北部，由麥迪亞省負責管轄，是貝尼蘇萊曼區的首府，面積93平方公里，2008年人口33,779人，人口密度每平方公里364人。